# Église Saint-Germain de Saint-Germain-sur-Renon
L'église de Saint-Germain-sur-Renon est une église située en France, sur la commune de Saint-Germain-sur-Renon dans le département de l'Ain en région Auvergne-Rhône-Alpes.
Elle fait l'objet d'un classement au titre des monuments historiques depuis le 11 mai 1945.

## Description
L'édifice est classé au titre des monuments historiques en 1945.

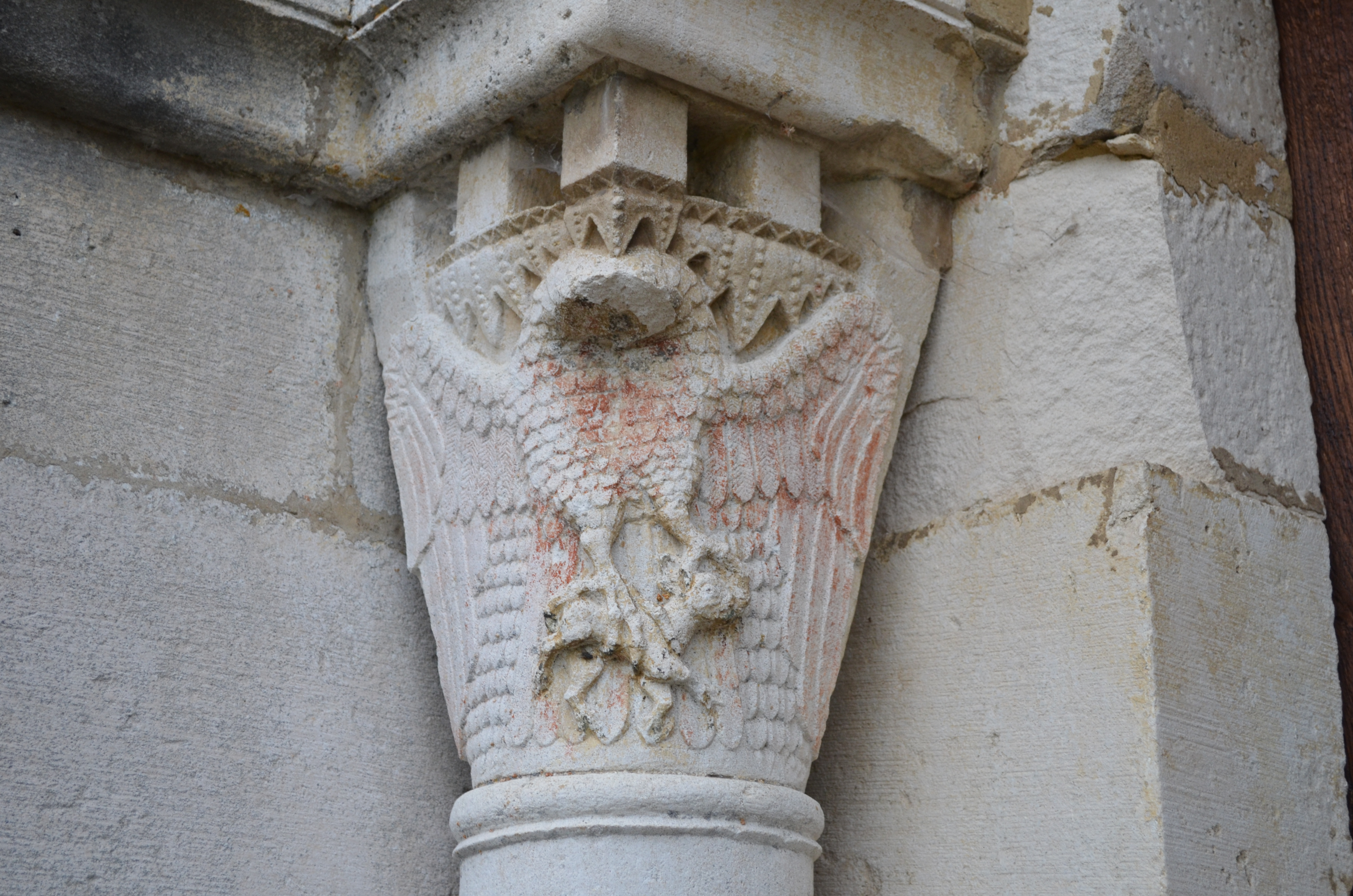
Pilier gauche de l'entrée.
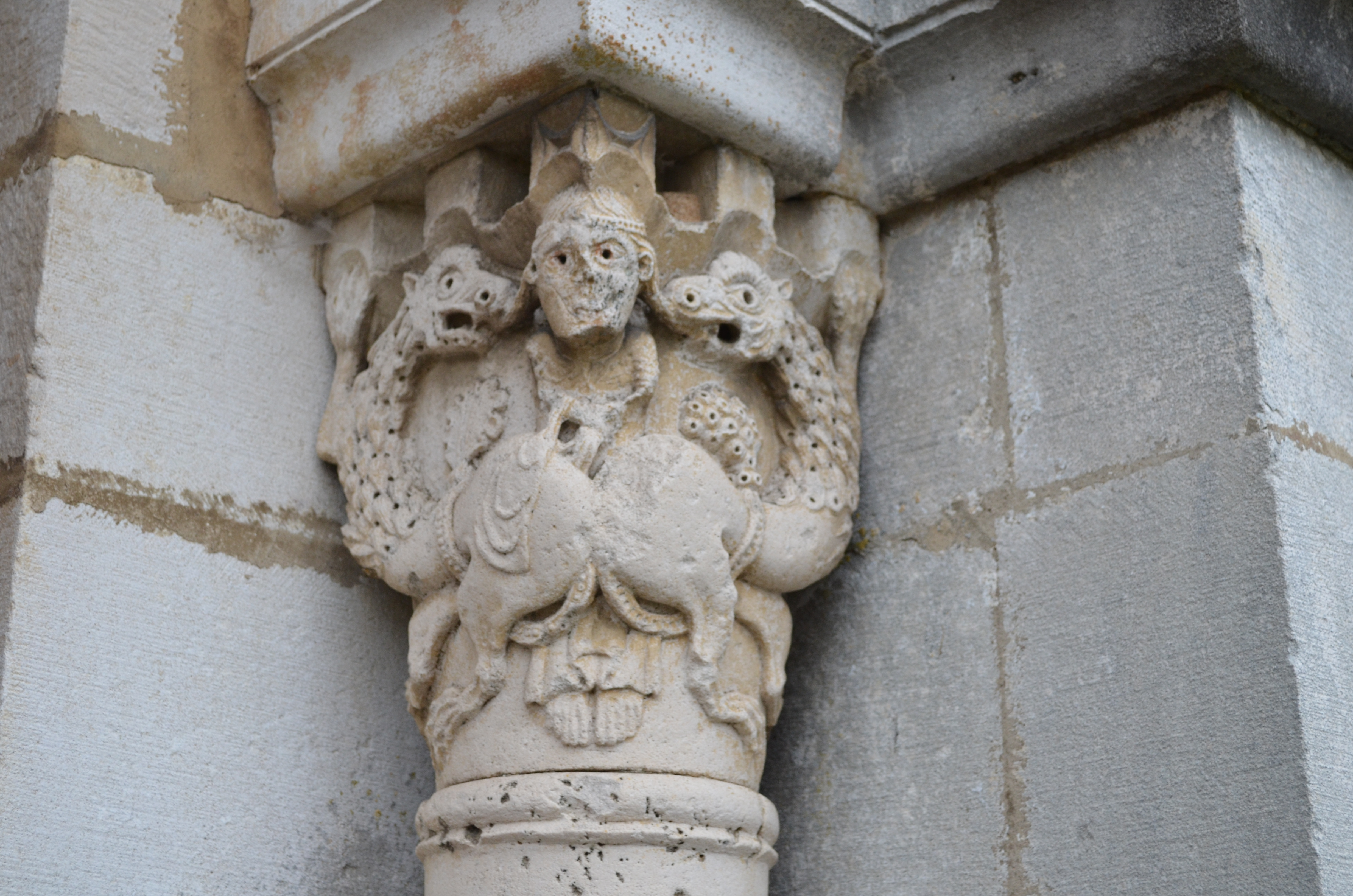
Pilier droit de l'entrée.
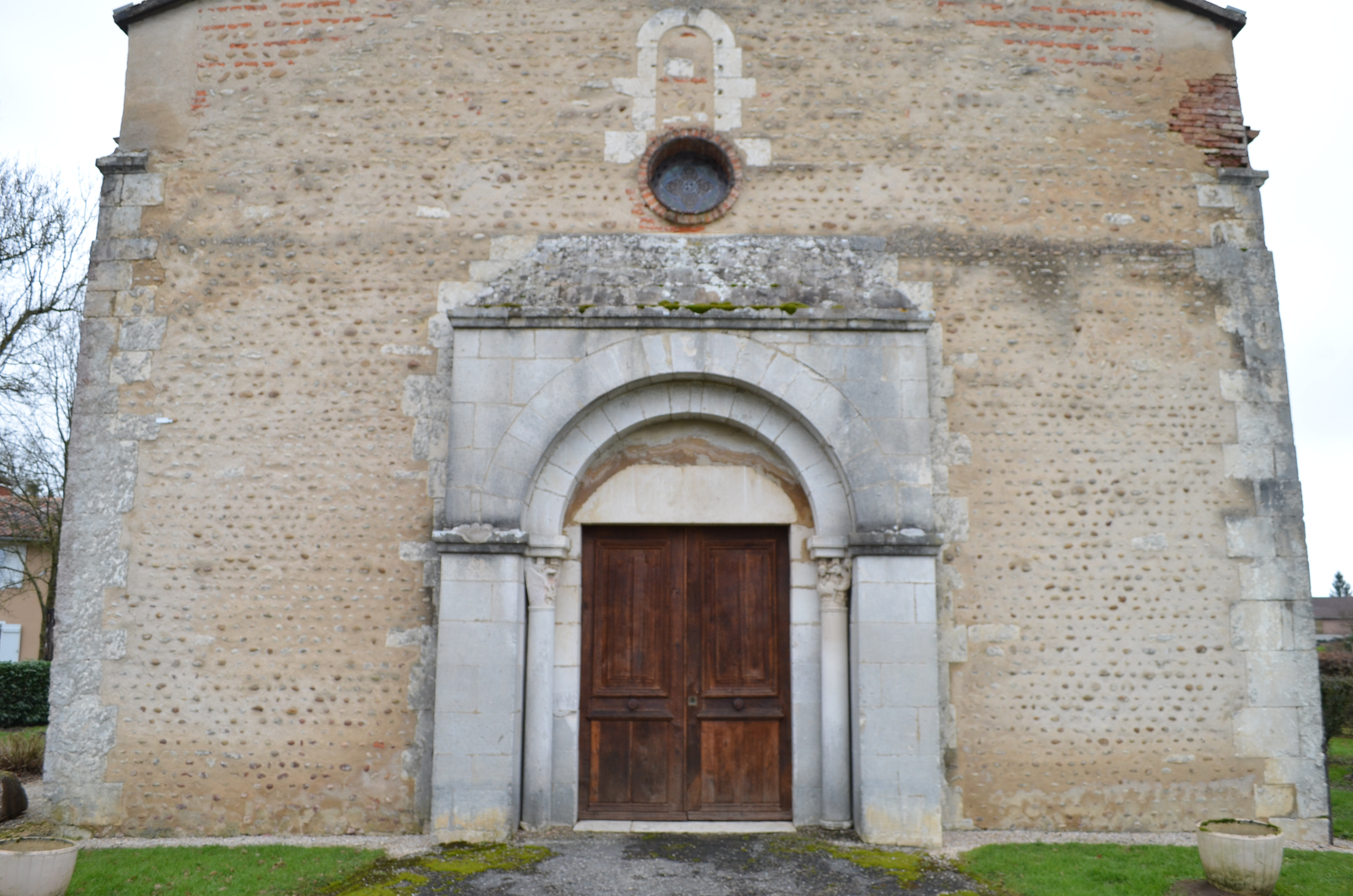
Porte d'entrée.
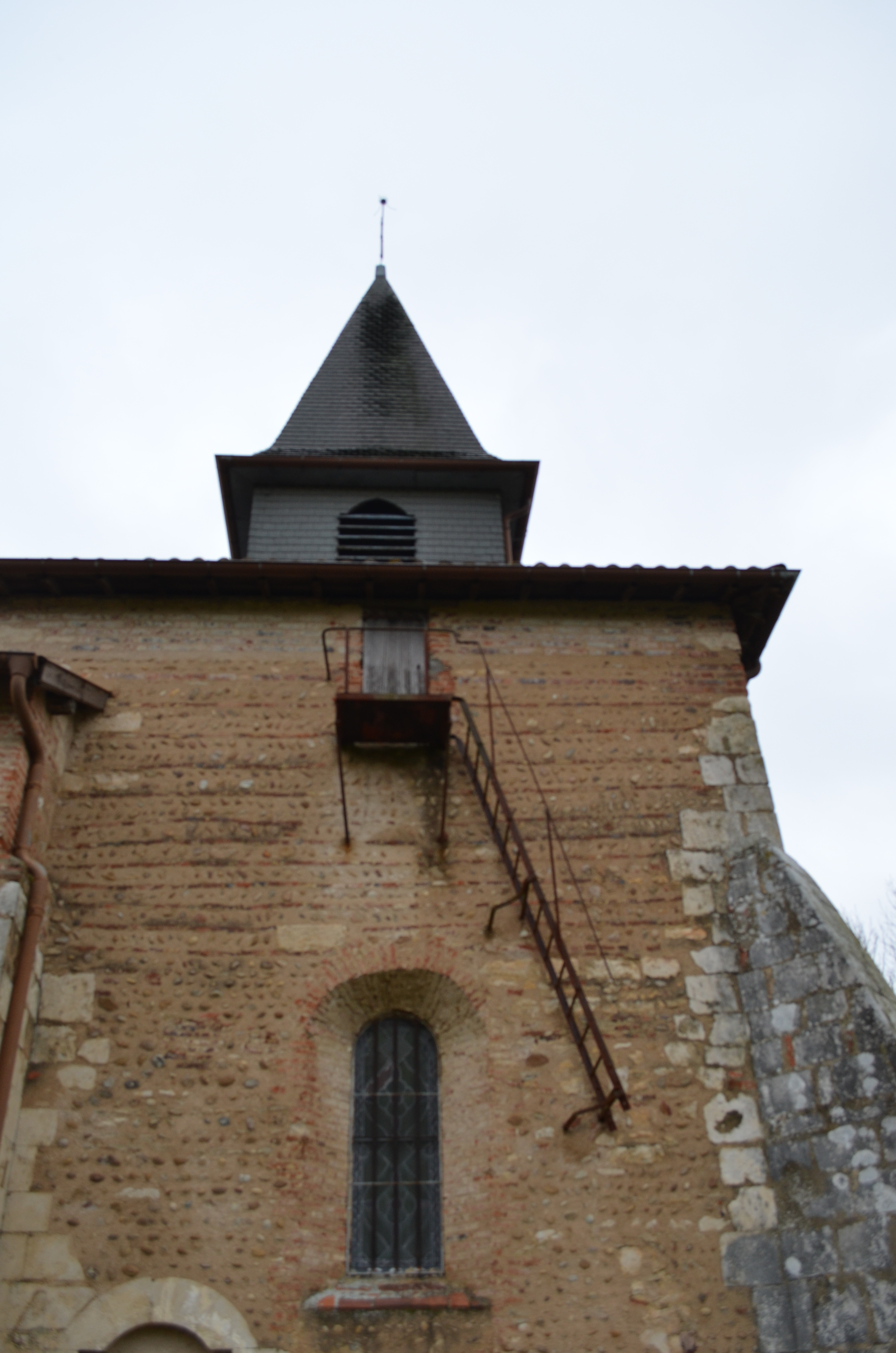
Clocher.